# タミー/Tammy
『タミー/Tammy』は2014年にアメリカ合衆国で公開されたコメディ映画である。監督はベン・ファルコーン、主演はメリッサ・マッカーシーが務めた。
なお、日本国内で本作は劇場公開されなかったが、Amazonでの配信が行われている。

## ストーリー
イリノイ州マーフィーズボロ。タミー・バンクスは車で出勤する途中に鹿と衝突してしまった。職場のレストランに到着したタミーは、上司のキース・モーガンから解雇を言い渡された。「今日はなんて不運な日なのだろう」と嘆きながら自宅に帰る途中、今度はタミーの車が故障で動かなくなってしまった。仕方なく歩いて自宅に帰ったタミーは、夫（グレッグ）が不倫している現場に遭遇した。激怒したタミーは実家に帰ることにした。
タミーは母親のデブに「夫と離婚するつもりだ」「旅に出たいから祖母（パール）の車を使わせてほしい」と言った。パールは「自分の車を使いたいなら、私も旅に同行させなさい。旅費も提供するわよ。」と言ってきたので、タミーはその申し出を受けざるを得なかった。パールと一緒にビールを飲んだタミーは、そのまま車の中で眠りに就いた。翌朝、タミーは実家に戻ろうとしたが、パールがそれを引き留めた。パールが「子供の頃に行けなかったナイアガラの滝を見に行きましょうよ」とせがむので、タミーはニューヨーク州まで行くことになった。道中、2人はルイビルにある酒場に立ち寄った。そこでタミーはティルマン親子と遭遇した。アール（父親）がパールと口論になったため、タミーはボビー（息子）と協力して2人を引き離した。アールとパールが泥酔して寝落ちした後、タミーとボビーは急速に距離を縮めていった。別れ際、ボビーは「朝になったら父さんを迎えに来られるように」という口実で、タミーに自分の携帯の電話番号を渡した。翌朝、ボビーはアールを引き取りに来た。昨夜の振る舞いを腹に据えかねていたタミーは、パールをホテルに残して一人旅立とうとしたが、祖母を一人にするわけにも行かなかったので引き返すこととなった。合流したタミーとパールは警察に逮捕されることとなった。パールがウィスキーを万引きした挙げ句、未成年にビールを飲ませようとしたためであった。巻添いを食らったタミーは直ちに釈放されたが、パールは違法に処方された医薬品を所有していたため拘留されることとなった。
パールの保釈金を工面する必要に迫られたタミーは、自分を解雇したレストランのチェーン店に強盗に入った。店員のベッキーとラリーとの押し問答の末、何とか金を分捕ることに成功した。タミーは拘置所へと急行したが、すでにパールは保釈されていた、ボブが保釈金を払ってくれたのである。パールの従姉妹で資産家のレノアの協力もあって、タミーとパールは強盗に使用した車を処分することができた。その後、2人はレノアの自宅で開催された独立記念日を祝うパーティーに参加した。酔っ払ったパールはパーティの参加者を前にして、タミーの体型を茶化す発言を連発した。居たたまれなくなって外へと飛び出したタミーを慰めてくれたのはレノアだった。レノアは「私はいつも自分の人生に不満を抱いていたが、それを変えようとはしなかった。まだ若い貴方にはそんな人生を歩んでほしくない。」とタミーに語るのだった。
翌朝、タミーはコーヒーを片手にパールを起こしに行ったが、何度起こしてもパールは目を覚まさなかった。パールが死んだと思い込んだタミーたちだったが、突如としてパールが起き上がったので、一同は仰天した。パールは深酒が原因で意識不明になっていただけだった。タミーは涙を流しながら「お祖母ちゃん、長生きするためにも断酒プログラムを受講してちょうだい」とパールに懇願するのだった。その後、パールは救急車で病院へと搬送されていった。ほっと一息ついたタミーだったが、そこへやって来た警察に強盗容疑で逮捕されてしまった。
38日間の服役を終えたタミーは父親のドンの車で自宅に帰ることとなった。ドンは「不倫しやがったグレッグを殺してやる」と息巻いたが、タミーはそれを止めた。帰宅したタミーはグレッグと円満に離婚することができた。タミーが実家へ歩いて行く途中、パールが老人ホームで暮らしている姿を見かけた。「お祖母ちゃんが無理矢理施設に入れられた」と思い込んだタミーは祖母を助け出すべく施設内に入り込んだ。そこでタミーが見たのは幸せそうに暮らすパールの姿であった。パールには恋人もおり、アルコホーリクス・アノニマスの禁酒プログラムにも参加しているのだという。
タミーとパールは今度こそナイアガラの滝を一緒に見るべく、再び車で現地へと向かうのだった。

## キャスト
- メリッサ・マッカーシー - タミー・バンクス
- スーザン・サランドン - パール・バルゼン、タミーの祖母。
- キャシー・ベイツ - レノア
- アリソン・ジャネイ - デブ、タミーの母親
- ダン・エイクロイド - ドン、タミーの父親
- マーク・デュプラス - ボビー・ティルマン
- ゲイリー・コール - アール・ティルマン、ボビーの父親。
- ナット・ファクソン - グレッグ・バンクス、タミーの夫。
- トニ・コレット - ミッシ・ジェンキンス
- サンドラ・オー - スザンヌ
- ベン・ファルコーン - キース・モーガン
- サラ・ベイカー - ベッキー
- リッチ・ウィリアムズ - ラリー
- マーク・L・ヤング - ジェス
- ミア・ローズ・フランプロン - カレン
- スティーブ・リトル - ジェットスキーレンタル店の店主

## 製作
2011年11月17日、ニュー・ライン・シネマがメリッサ・マッカーシーの脚本の映画化権を購入したと発表した。監督候補としてはテイト・テイラーとベス・マッカーシー＝ミラーの名前が挙がっていたが、最終的にはマッカーシーの夫であるベン・ファルコーンがメガホンを取ることになった。

### キャスティング
2012年10月8日、シャーリー・マクレーンにパール役のオファーが出ていると報じられたが、スケジュールの都合で交渉成立には至らなかった。2013年3月20日、スーザン・サランドンとマーク・デュプラスの出演が決まったという報道があった。4月4日、アリソン・ジャニーのキャスティングが発表された。5日、ダン・エイクロイドの出演が決まった。

### 撮影
2013年5月3日、本作の主要撮影がノースカロライナ州ウィルミントンで始まった。撮影は同州内のシャーロットやキャッスル・ヘイン、ボイリング・スプリング・レイクス、ケンタッキー州ルイビル、ナイアガラの滝でも行われた。

## マーケティング・興行収入
2014年5月6日、本作のファースト・トレイラーが公開された。6月3日、3種類の宣伝用ポスターが公開された。16日、英国版の予告編が公開された。
2014年7月2日、本作は全米3465館で封切られ、公開初週末に2157万ドルを稼ぎ出し、週末興行収入ランキング初登場2位となった。

## 評価
本作は批評家から酷評されている。映画批評集積サイトのRotten Tomatoesには176件のレビューがあり、批評家支持率は23%、平均点は10点満点で4.2点となっている。サイト側による批評家の見解の要約は「メリッサ・マッカーシーが銀幕で輝く女優であることは間違いない。しかし、そんな彼女の努力を以てしても、しっちゃかめっちゃかになっている『タミー/Tammy』を軌道修正することはできなかった。」となっている。また、Metacriticには36件のレビューがあり、加重平均値は39/100となっている。なお、本作のCinemaScoreはC+となっている。
第35回ゴールデンラズベリー賞において、主演女優賞（マッカーシー）と助演女優賞（サランドン）の2部門にノミネートされたが、受賞には至らなかった。